# Афанасий (Руснак)
Епи́скоп Афана́сий (рум. Episcop Atanasie, в миру Фёдор Евге́ньевич Русна́к, рум. Tudor Rusnac; 17 января 1982, Кишинёв) — епископ Румынской православной церкви, епископ Богданийский, викарий Итальянской епархии (Митрополия Западной и Южной Европы).

## Биография
Родился 17 января 1982 года в городе Кишинёве Молдавской ССР и был первым из двух сыновей Евгения и Аллы Руснак.
В 2000 году окончил Кишинёвский реальный лицей с физико-математически профилем. Участвовал в республиканских олимпиадах, национальных и международных соревнованиях по физике и математике. С 2000 по 2005 год учился в Национальном институте прикладных наук Лиона, Франция. В 2002 году также получил аттестат по европеистике. Одновременно с июля 2004 по январь 2005 года проходил специализацию по информационным технологиям, окончив обучение со степенью магистра по специальности «телекоммуникации и сети». Три года работал в Париже инженером.
В 2006 году поступил в Свято-Сергиевский православный богословский институт в Париже.
4 декабря 2008 года был пострижен в рясофор с именем Дионисий в честь святого Дионисия Малого. 17 января 2009 года был рукоположен в сан диакона. 16 апреля того же года был рукоположен в сан священника. Служил в параклисе Епархального центра и Успенского монастыря в Риме.
В 2010 году окончил Свято-Сергиевский институт со степенью в области пастырского богословия. В том же году продолжил обучение в магистратуре Богословского факультета Андрея Шагуны в Сибиу, Румыния, по направлению практическое богословие. 12 октября 2010 года получил гражданство Румынии.
С февраля 2011 года и до избрания епископом служил секретарём Итальянской епархии Румынской православной церкви.
21 апреля 2011 года пострижен в монашество в Монастыре Бивонги с именем Афанасий в честь святого Афанасия Великого. 15 августа того же года был возведён в сан протосинкелла.
В 2012 году окончил богословский факультет в Сибиу, защитив магистерскую работу: «Принципы канонического богословия в диаспоре, с особым упором на Италию».
15 августа 2013 года возведён в сан архимандрита.
15 февраля 2018 года решением Священного Синода Румынской православной церкви был избран епископом Богданийским, викарием Итальянской епархии, входящей в состав Митрополии Западной и Южной Европы.
1 мая того же года в Румынском епархиальном центре в Риме состоялась его епископская хиротония, которую совершили: митрополит Западно-Европейский Иосиф (Поп), митрополит Германский Серафим (Жоантэ), епископ Хушский Игнатий (Триф), епископ Итальянский Силуан (Шпан), епископ Испанский Тимофей (Лауран), епископ Орхейский Антоний (Телембич), епископ Нямецкий Марк (Альрик) и епископ Иберийский Феофил (Роман).